# Leonardo Pisculichi
Leonardo Nicolás Pisculichi (Rafael Castillo, 18 gennaio 1984) è un ex calciatore argentino, di ruolo centrocampista.

## Carriera

### Club
Inizia la carriera con l'Argentinos Juniors per trasferirsi in Spagna nel Maiorca nel 2006. Nel 2007 viene ingaggiato dal Al-Arabi Sports Club, in Qatar, dove resta per cinque stagioni.
Nel luglio 2012, si trasferisce nella Chinese Super League allo Shandong Luneng Taishan. Nel 2014 torna in patria ancora all'Argentinos Juniors, per poi trasferirsi a metà stagione al River Plate.

### Nazionale
Nel 2003 ha fatto parte della nazionale argentina Under 20 al Campionato sudamericano di calcio Under-20 2003.

## Palmarès

### Club

#### Competizioni nazionali
- Sheikh Jassem Cup: 3

Al-Arabi: 2008, 2010, 2011

#### Competizioni internazionali
- Coppa Libertadores: 1

River Plate: 2015
- Coppa Sudamericana: 1

River Plate: 2014
- Recopa Sudamericana: 1

River Plate: 2015
- Coppa Suruga Bank: 1

River Plate: 2015